# Barbigha
Barbigha (en hindi: बरबीघा ) es una ciudad de la India, en el distrito de Sheikhpura, estado de Bihar.

## Geografía
Se encuentra a una altitud de 50 m s. n. m. a 104 km de la capital estatal, Patna, en la zona horaria UTC +5:30.

## Demografía
Según estimación 2011 contaba con una población de 46 015 habitantes.